# OpenStreetMap
OpenStreetMap (también conocido como OSM) es un proyecto colaborativo para crear mapas editables y libres. En lugar del mapa en sí, los datos generados por el proyecto se consideran su salida principal.
Los mapas se crean utilizando información geográfica capturada con dispositivos GPS móviles, ortofotografías y otras fuentes libres. Esta cartografía, tanto las imágenes creadas como los datos vectoriales almacenados en su base de datos, se distribuye bajo licencia abierta Licencia Abierta de Bases de Datos (en inglés ODbL).
En mayo de 2023, estaban registrados en el proyecto 10 millones de usuarios, con unos 6.500 miembros activos diarios.Por países el mayor número de ediciones provienen de Alemania, EE. UU., Francia, Reino Unido e Italia.
Los usuarios registrados pueden subir sus trazas desde el GPS para crear y corregir datos vectoriales mediante herramientas de edición creadas por la comunidad OpenStreetMap. Cada semana se añaden 90.000 km de nuevas carreteras con un total de casi 24.000.000 km de viales (febrero de 2011), eso sin contar otros tipos de datos (pistas, caminos, puntos de interés, etc.).
El tamaño de la base de datos (llamada planet.osm) en el formato de archivo binario PBF se situaba en enero de 2021 en 55 gigabytes.

## Motivaciones

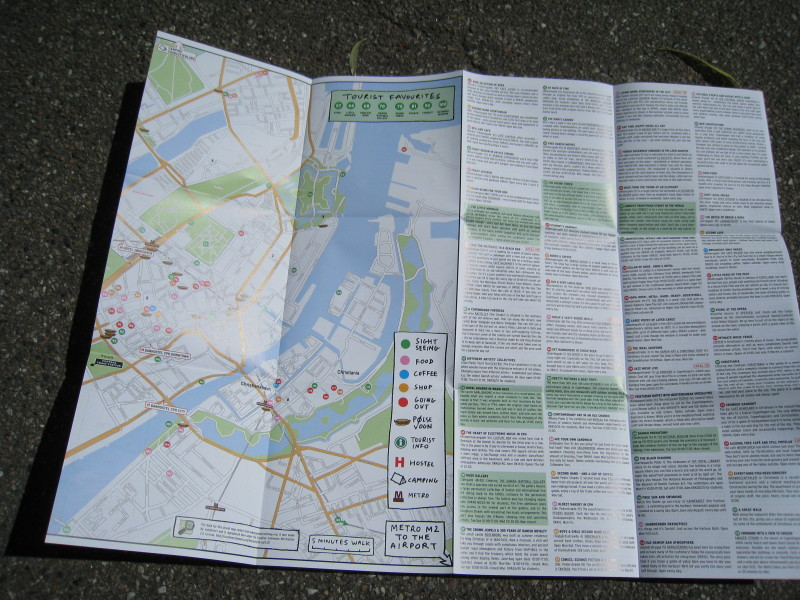
Mapa en papel de Copenhague realizado con datos del proyecto OpenStreetMap.

En la mayoría de los países la información geográfica pública no era de libre uso. Al no estar considerada por las administraciones públicas como un servicio similar a una infraestructura de orden público, el usuario pagaba dos veces por esa información, la primera al generarla, a través de sus impuestos, y la segunda al adquirirla para su uso.
Asimismo, las licencias de uso a veces restringen su utilización al tener el usuario un derecho limitado de aplicación de la cartografía. No se puede corregir errores, añadir nuevos datos o emplear esos mapas de determinados modos (integración en aplicaciones informáticas, publicaciones, etc.) sin pagar por ellos.
Paralelamente a OpenStreetMap surgieron iniciativas comerciales, como MapShare de TomTom o Map Maker de Google, orientadas a animar a los usuarios de sus servicios a completar estos, actualizando y corrigiendo su cartografía y agregando nuevos datos. En la mayoría de estos casos los usuarios no tienen derecho alguno sobre esa cartografía o datos que están añadiendo o editando, pasando a ser sus contribuciones propiedad de dichas empresas (esto es, seguirá siendo cartografía propietaria y no libre).
El historiador inglés Jerry Brotton, uno de los principales expertos en la historia de los mapas y la cartografía renacentista, lo resume de la siguiente manera poniendo como ejemplo el servicio de mapas de Google, Google Maps:

Google no revela los datos concretos de su código, lo que significa que, por primera vez en la historia escrita, se está construyendo una visión del mundo con información que no es pública y libremente disponible. Todos los métodos cartográficos anteriores en última instancia revelaron sus técnicas y fuentes, por más que, como ocurriera en la cartografía en los siglos XVI y XVII, intentaran -sin éxito- evitar que sus competidores conocieran los detalles.
Jerry Brotton. Historia del mundo en 12 mapas.

De igual manera, el trabajo de estos servicios comerciales se centra en ciudades principales, lo cual dificulta la incorporación de cartografía de poblaciones pequeñas.

## Historia

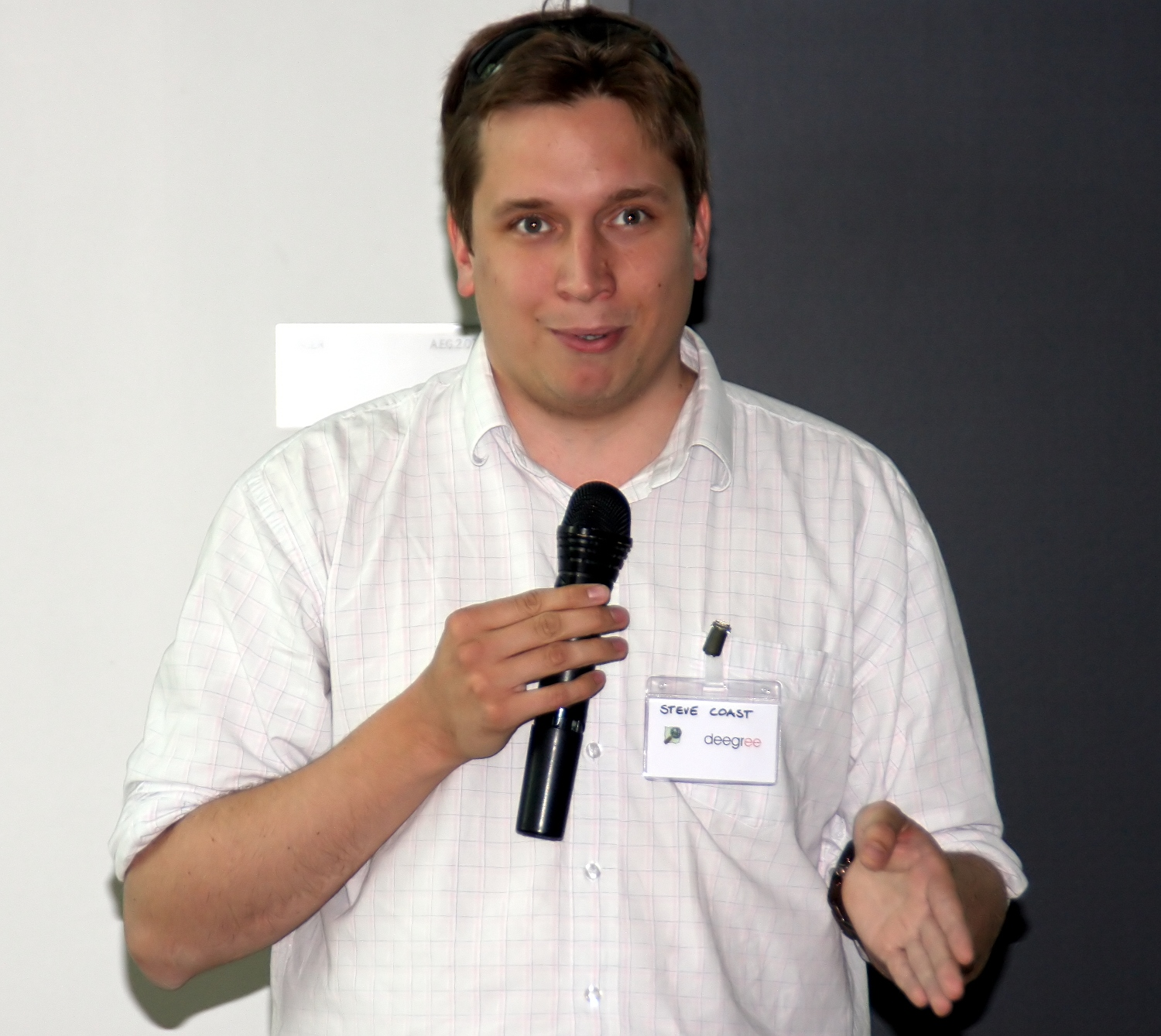
Steve Coast, 2009.

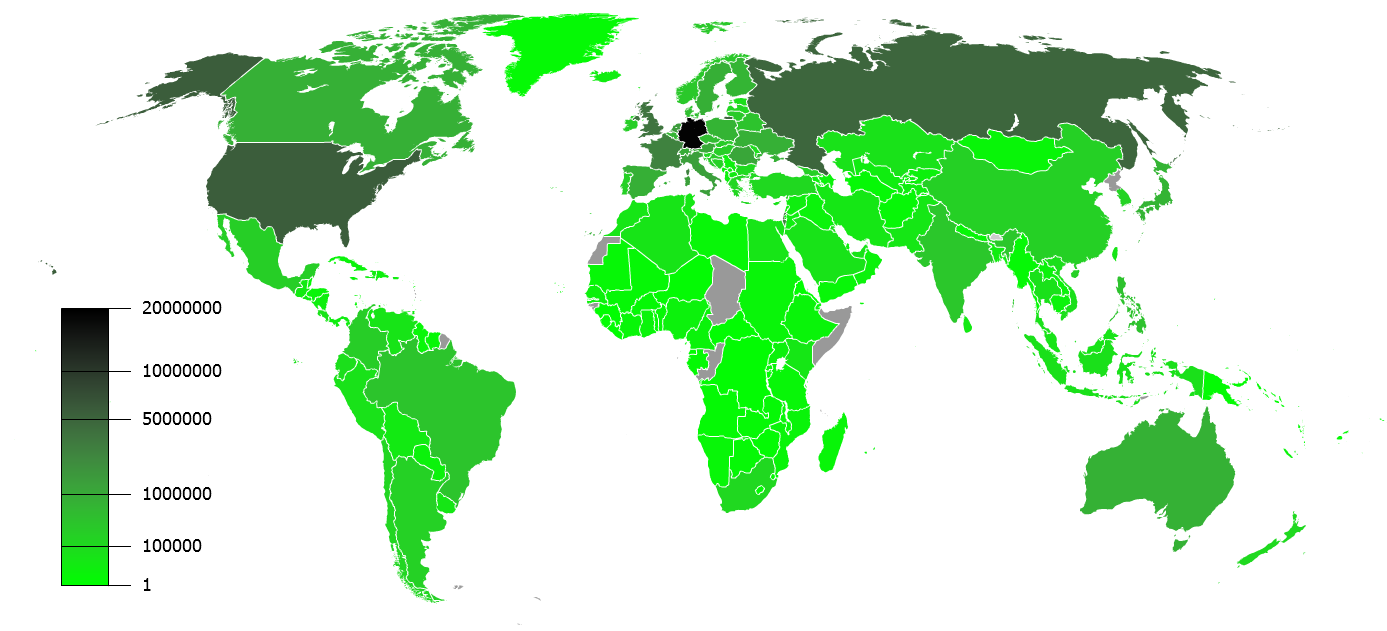
Estadísticas de uso de OpenStreetMap en febrero de 2011. Los colores más oscuros corresponden a los países donde los contribuyentes realizan un mayor número de ediciones.

En julio de 2004, el inglés Steve Coast funda OpenStreetMap en respuesta a los altos precios que cobraba la Ordnance Survey, la agencia cartográfica de Gran Bretaña, por su información geográfica.
En abril de 2006, OSM inició el proceso para transformarse en una fundación. El 22 de agosto de ese mismo año fue inscrita como tal en el registro de Inglaterra y Gales:

La fundación OpenStreetMap es una organización internacional sin ánimo de lucro dedicada a fomentar el crecimiento, desarrollo y distribución de datos geoespaciales libres y a proveer datos geoespaciales a cualquiera para usar y compartir.

En diciembre de 2006, Yahoo! confirmó que OpenStreetMap podría utilizar sus fotografías aéreas como base para la producción de mapas. El servicio estuvo activo hasta el cierre de la API de Yahoo! Maps el 13 de septiembre de 2011.
En abril de 2007, la empresa neerlandesa Automotive Navigation Data (AND) dona un completo conjunto de datos de los Países Bajos y las principales carreteras de la India y China para el proyecto.
y en julio de ese mismo año, durante la primera conferencia internacional sobre OSM State of the Map 2007 celebrada en Mánchester (Reino Unido), se anuncia que se han alcanzado los 9000 usuarios registrados. En agosto se puso en marcha un proyecto independiente llamado OpenAerialMap cuyo fin es la obtención de una base de datos de fotografías aéreas disponibles para sus distribución bajo licencia libre
y en octubre también de ese año se completó la importación de geodatos sobre viales provenientes de la base de datos TIGER de la oficina del censo de los Estados Unidos.
En diciembre, la Universidad de Oxford se convertiría en la primera institución importante en utilizar datos OpenStreetMap en su sitio web.
En enero de 2008 se crea una nueva funcionalidad para la descarga de cartografía OSM en dispositivos GPS destinado especialmente al ciclismo urbano y cicloturismo.
En febrero se llevaron a cabo talleres de aprendizaje para la producción cartográfica de datos OSM en la India.
En marzo, la Fundación OpenStreetMap anuncia que han recibido financiación por 2,4 millones de euros de CloudMade, una empresa comercial que utilizará los datos de OpenStreetMap.
En julio de 2008, durante la conferencia anual The State of the Map 2008 celebrada en Limerick (Irlanda), se señala que el proyecto OpenStreetMap ha alcanzado los 45.000 usuarios registrados.
En noviembre de 2008, la Fundación OpenStreetMap y la iniciativa pública canadiense GeoBase.ca anuncian la donación por parte de la segunda de todo su conjunto de geodatos de Canadá, convirtiéndose por su extensión en la mayor donación de este tipo al proyecto OpenStreetMap hasta el momento.
En enero de 2009, la agencia catastral francesa permite a OSM el uso de su servicio WMS para la vectorización de geodatos.
En abril de 2009, el capítulo alemán de Wikimedia anuncia en su reunión de desarrolladores llevada a cabo en Berlín la financiación con 15.000 euros de un proyecto piloto de colaboración con OpenStreetMap para interrelacionar ambos proyectos.
Se persigue facilitar la integración de la base cartográfica de OSM en Wikipedia para ilustrar sus artículos y permitir enlazar contenidos en ambos sentidos (consultar artículos de la Wikipedia desde el mapa de OpenStreetmap y viceversa).
En la actualidad los artículos georreferenciados de la Wikipedia en diferentes idiomas ya permiten desplegar un mapa con cartografía de OpenStreetMap con marcadores sobre la localización a que hace referencia el texto así como imágenes geoetiquetadas de Wikimedia Commons.
Durante el terremoto de Haití de 2010, personas voluntarias de OpenStreetMap y Crisis Commons utilizaron imágenes de satélite disponibles para trazar un mapa de carreteras, edificios y campos de refugiados de Puerto Príncipe en solamente dos días. Este mapa está considerado como el «mapa digital de carreteras más completo de Haití». La cartografía ha sido utilizada por diferentes organizaciones que prestan asistencia y socorro, tales como el Banco Mundial, el Centro Común de Investigación de la Comisión Europea, la Oficina para la Coordinación de Asuntos Humanitarios, el UNOSAT y otros.
En noviembre de 2010, se anunció que Bing concede al proyecto el derecho de dibujar desde sus imágenes aéreas.
En 2012, Google cambia la política de uso de su producto Google Maps, pasando a cobrar por la utilización del API a sitios web que generan mucho tráfico. Este hecho hace que empresas de referencia como Foursquare abandonen Google Maps en favor de datos de OSM. Así mismo, Apple presenta una nueva versión del software iPhoto en las que se pudo apreciar como la geolocalización de fotografías se sustenta en mapas basados en cartografía de OpenStreetMap.

## State of the Map

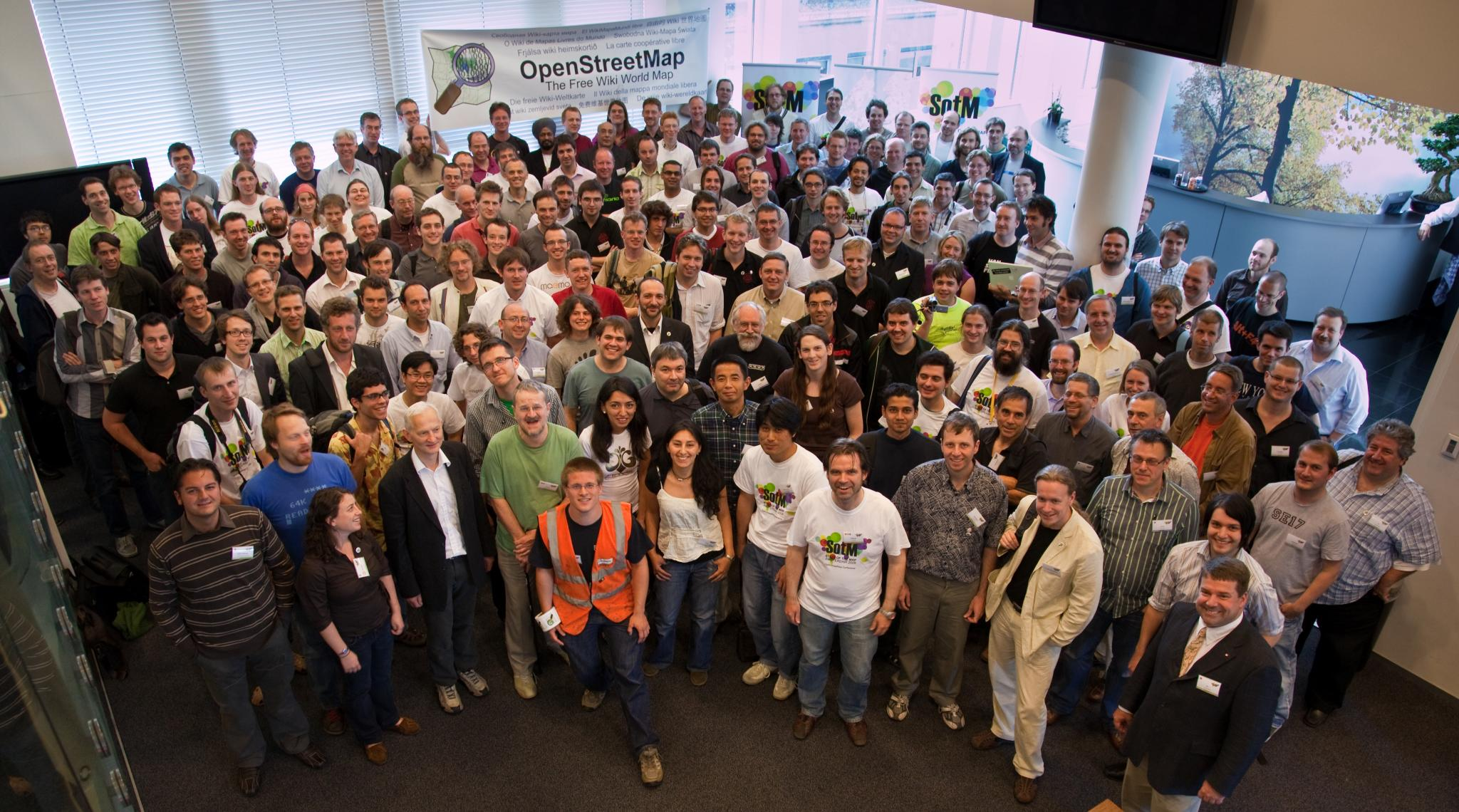
Participantes en la conferencia internacional State of the Map 2009.

Desde 2007, la comunidad OSM organiza una conferencia internacional de carácter anual denominada State Of The Map (SotM). También existen muchas conferencias regionales y locales, denominadas con el mismo nombre y añadiendo la región al final (SotM-Asia, SotM-Africa, SotM-Latam), pero organizadas por equipos locales. En estas conferencias se reúne a la comunidad global de usuarios, desarrolladores y entusiastas de OpenStreetMap para discutir, compartir experiencias y colaborar en el desarrollo continuo del proyecto. Los temas tratados en la conferencia suelen incluir la evolución técnica de OpenStreetMap, el uso de datos geoespaciales en diversos campos, iniciativas locales y regionales, proyectos innovadores y aplicaciones basadas en OpenStreetMap, entre otros. Los lugares donde se han celebrado las diferentes ediciones de la conferencia internacional han sido:
| Logo                          | Conferencia                                                                                       | Fecha                          | Lugar                                 |
| ----------------------------- | ------------------------------------------------------------------------------------------------- | ------------------------------ | ------------------------------------- |
|                               | State of the Map 2025                                                                             | 3 al 5 de octubre de 2025      | Manila, Filipinas y en línea          |
|                               | State of the Map 2024                                                                             | 6 al 8 de septiembre de 2024   | Nairobi, Kenia y en línea             |
|                               | En 2023 no hubo State of the Map tras analizar el comité organizativo las propuestas presentadas. |                                |                                       |
| Logo of State of the Map 2022 | State of the Map 2022                                                                             | 19 al 21 de agosto de 2022     | Florencia, Italia y en línea          |
| Logo of State of the Map 2021 | State of the Map 2021                                                                             | 9 al 11 de julio de 2021       | En línea                              |
| Logo of State of the Map 2020 | State of the Map 2020                                                                             | 4 y 5 de julio de 2020         | Ciudad del Cabo, Sudáfrica y en línea |
|                               | State of the Map 2019                                                                             | 21 al 23 de septiembre de 2019 | Heidelberg, Alemania                  |
| Logo of State of the Map 2018 | State of the Map 2018                                                                             | 28 al 30 de julio de 2018      | Milán, Italia                         |
| Logo of State of the Map 2017 | State of the Map 2017                                                                             | 18 al 20 de agosto de 2017     | Aizu-Wakamatsu, Japón                 |
| Logo of State of the Map 2016 | State of the Map 2016                                                                             | 23 al 25 de septiembre de 2016 | Bruselas, Bélgica                     |
|                               | La conferencia de 2015 fue cancelada debido a problemas organizativos.                            |                                |                                       |
| Logo of State of the Map 2014 | State of the Map 2014                                                                             | 7 al 9 de noviembre de 2014    | Buenos Aires, Argentina               |
| Logo of State of the Map 2013 | State of the Map 2013                                                                             | 6 al 8 de septiembre de 2013   | Birmingham, Reino Unido               |
| Logo of State of the Map 2012 | State of the Map 2012                                                                             | 6 al 8 de septiembre de 2012   | Tokio, Japón                          |
|                               | State of the Map 2011                                                                             | 9 al 11 de septiembre de 2011  | Denver, Colorado, EE. UU.             |
| Logo of State of the Map 2010 | State of the Map 2010                                                                             | 9 al 11 de julio de 2010       | Gerona, España                        |
| Logo of State of the Map 2009 | State of the Map 2009                                                                             | 10 al 12 de julio de 2009      | Ámsterdam, Países Bajos               |
| Logo of State of the Map 2008 | State of the Map 2008                                                                             | 12 y 13 de julio de 2008       | Limerick, Irlanda                     |
|                               | State of the Map 2007                                                                             | 14 y 15 de julio de 2007       | Mánchester, Reino Unido               |

## Producción de cartografía

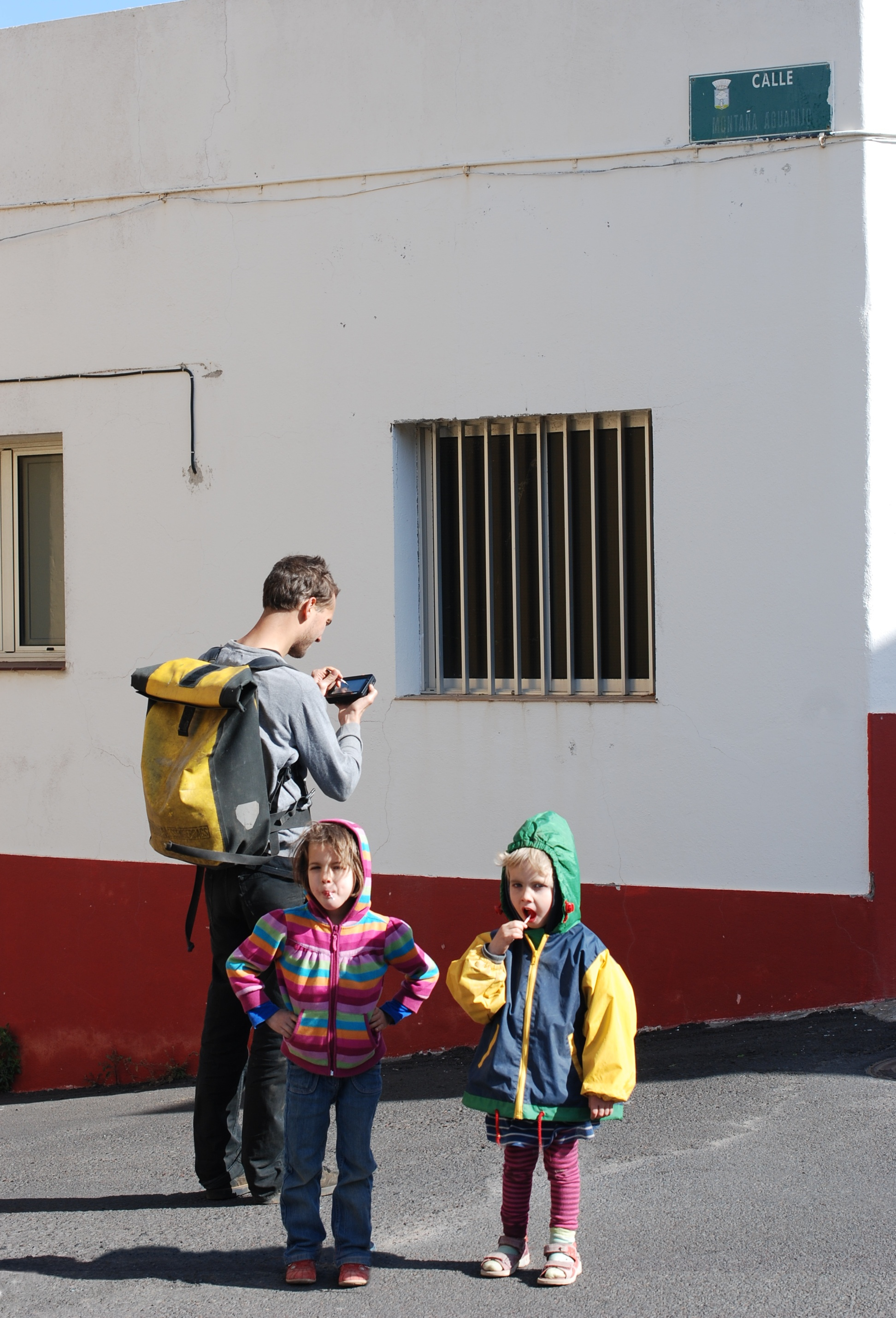
Capturar datos geográficos durante una excursión familiar. En la imagen, apuntando el nombre de una calle en la isla española de El Hierro (Canarias).

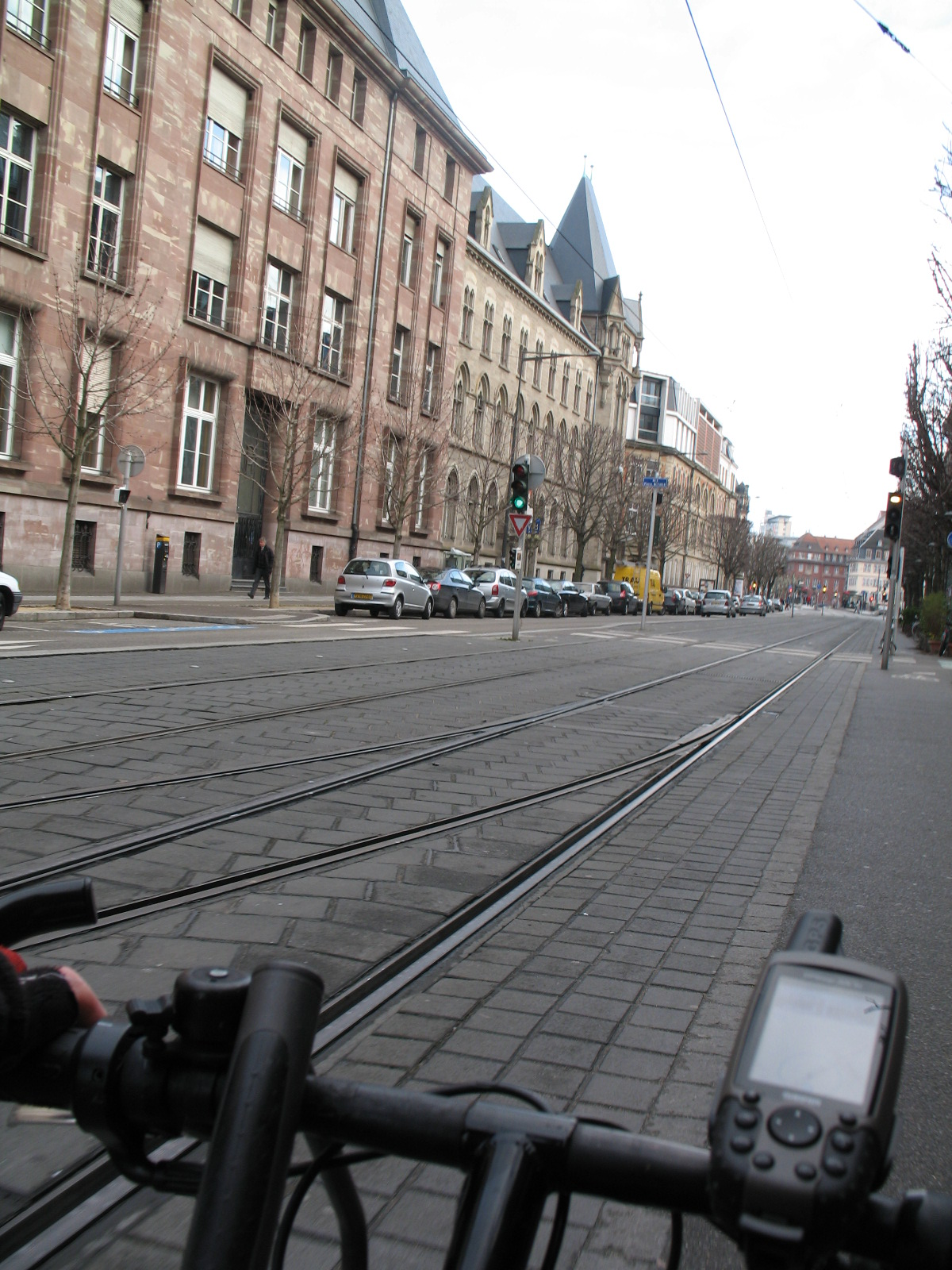
Capturando trazas con un GPS para cartografiar la ciudad de Estrasburgo. La bicicleta es uno de los medios de transporte preferidos por los contribuidores de OSM para cartografiar zonas urbanas.

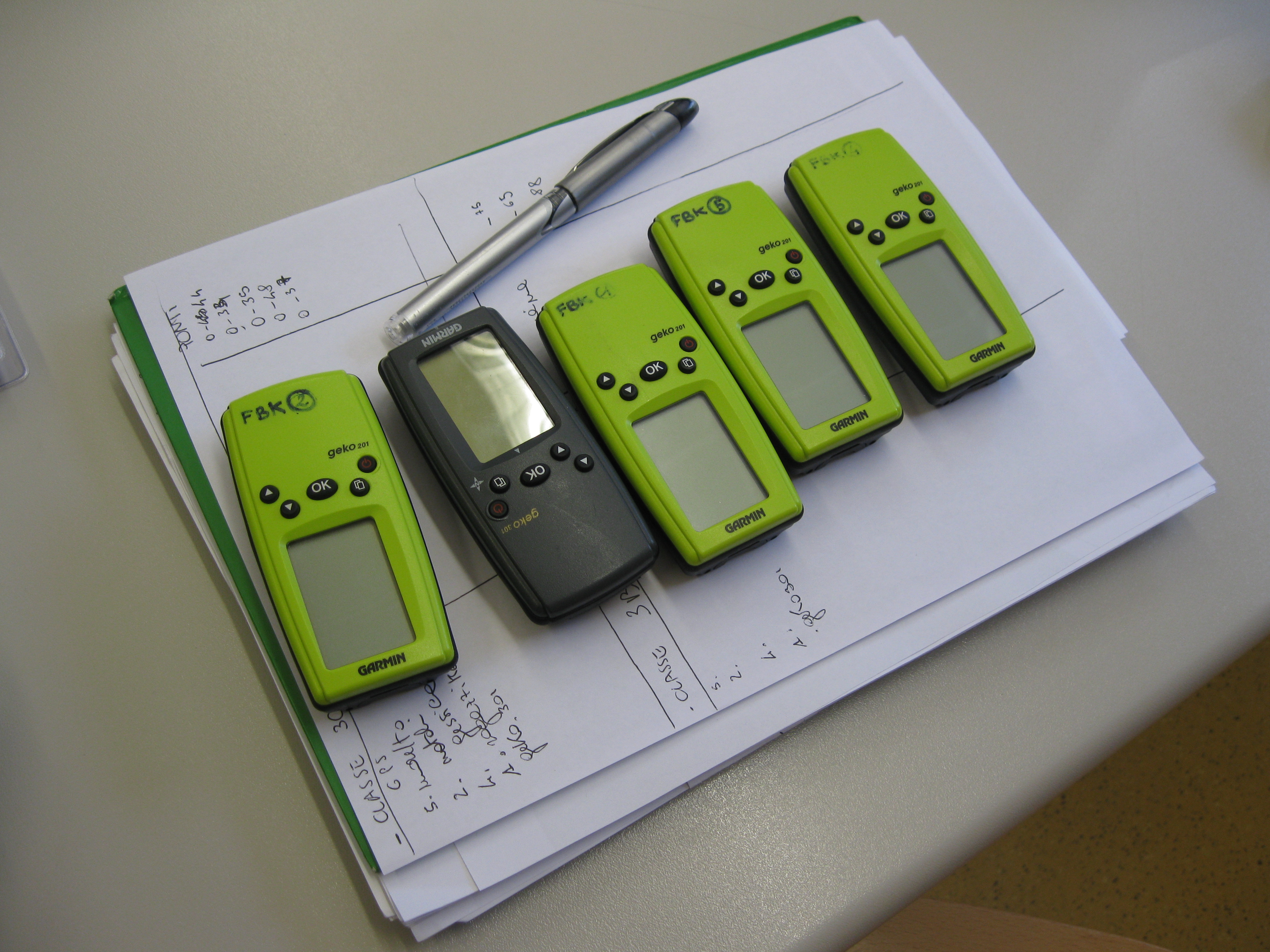
Dispositivos GPS utilizados en una mapping party en Italia.

### Técnica
Los primeros datos del mapa fueron recopilados desde cero por voluntarios mediante un sistemático trabajo de campo a través de dispositivos GPS de mano y ordenadores portátiles o grabadoras de voz, información que posteriormente se incorporaban a la base de datos de OpenStreetMap.
Más recientemente la disponibilidad de fotografías aéreas y otras fuentes de datos comerciales y públicas ha aumentado considerablemente la velocidad de este trabajo, permitiendo que el levantamiento de información tenga una mayor precisión.
Cuando se dispone de un gran conjunto de datos un equipo técnico se encarga de la conversión e importación de estos.

### Levantamientos de información
El levantamiento de información en campo es realizado por voluntarios, que consideran la contribución al proyecto un adictivo hobby. Aprovechando sus desplazamientos a pie, en bicicleta o en automóvil y utilizando un dispositivo GPS, van capturando las trazas y waypoints, utilizando además, para registrar la información asociada a esas trazas o puntos de interés, bloc de notas, grabadora de voz o una cámara de fotos digital. También suelen interrogar a los transeúntes por su conocimiento local sobre datos concretos del lugar que se desconocen (nombres de calles, sentidos de circulación, etc.). Posteriormente y frente al ordenador esta información es subida a la base de datos común del proyecto.
Algunos contribuidores comprometidos cartografían sistemáticamente la localidad donde residen durante largos periodos hasta ver completada su zona. Así mismo, se suelen organizar las denominadas mapping parties, en la que se organizan reuniones de colaboradores para cartografiar y completar zonas determinadas de las que se carece de información y compartir además experiencias. Estos eventos son una mezcla de LAN parties, beers & blogs y quedadas de las comunidades virtuales.
Aparte de estas prospecciones de información organizadas, el proyecto se fundamenta principalmente en el gran número de pequeñas ediciones realizadas por la mayoría de los contribuyentes, que corrigen errores o añaden nuevos datos al mapa.

## Formato de datos

Animación que muestra el área de la ciudad de Múnich (Alemania) cartografiada entre agosto de 2006 y septiembre de 2007 por colaboradores de OpenStreetMap.

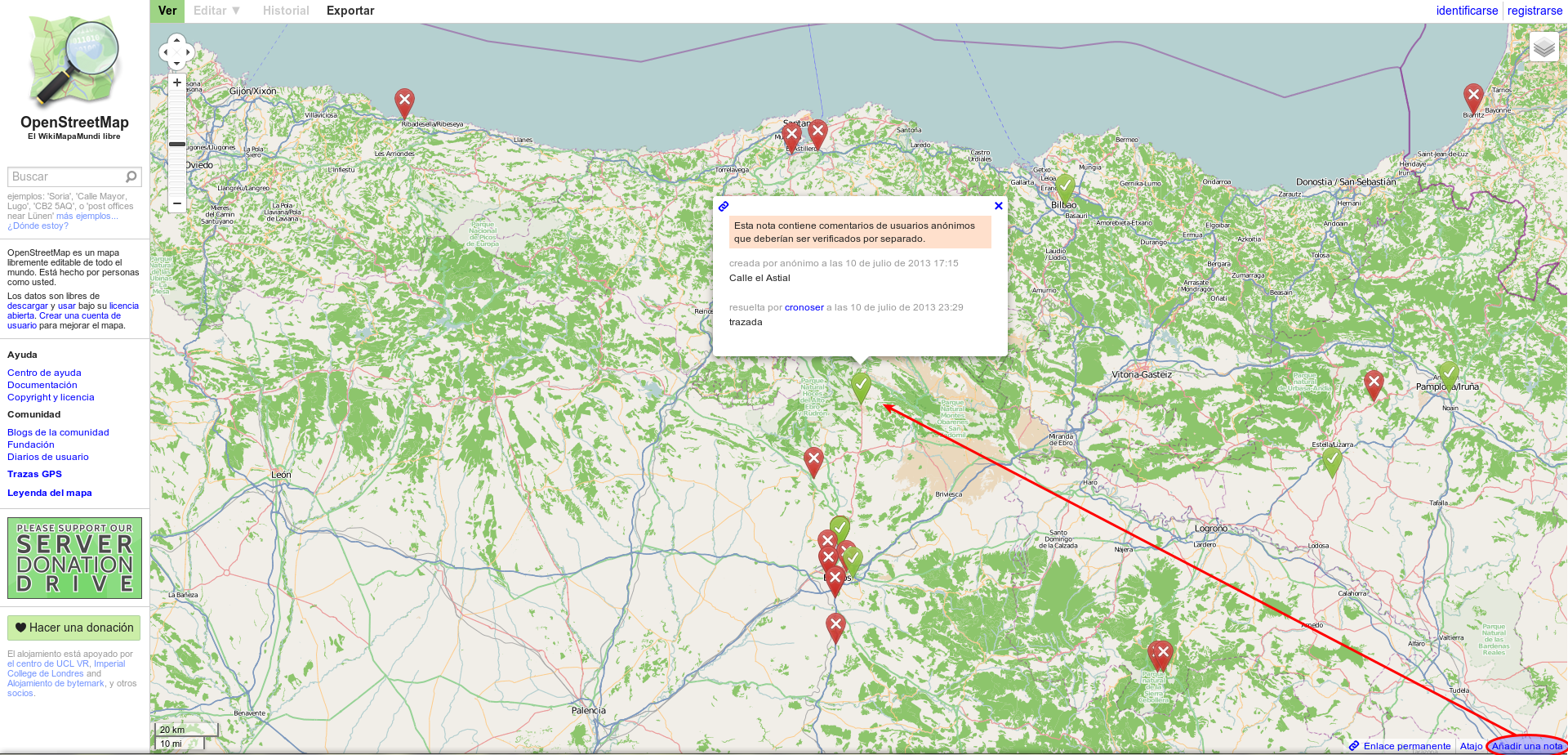
Añadir notas es una funcionalidad de OpenStreetMap que permite a cualquier usuario de la cartografía de OSM informar de errores incorporar notas al mapa para que los contribuidores al proyecto puedan corregirlos. Dispone de una API pública que permite a aplicaciones o sitios web de terceros incorporar esta funcionalidad.

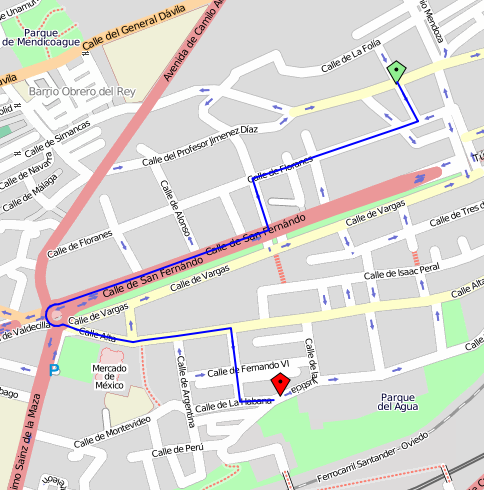
Cálculo de una ruta óptima para vehículos entre un punto de origen (en verde) y un punto de destino (en rojo) a partir de datos del proyecto OpenStreetMap mediante YOURS.

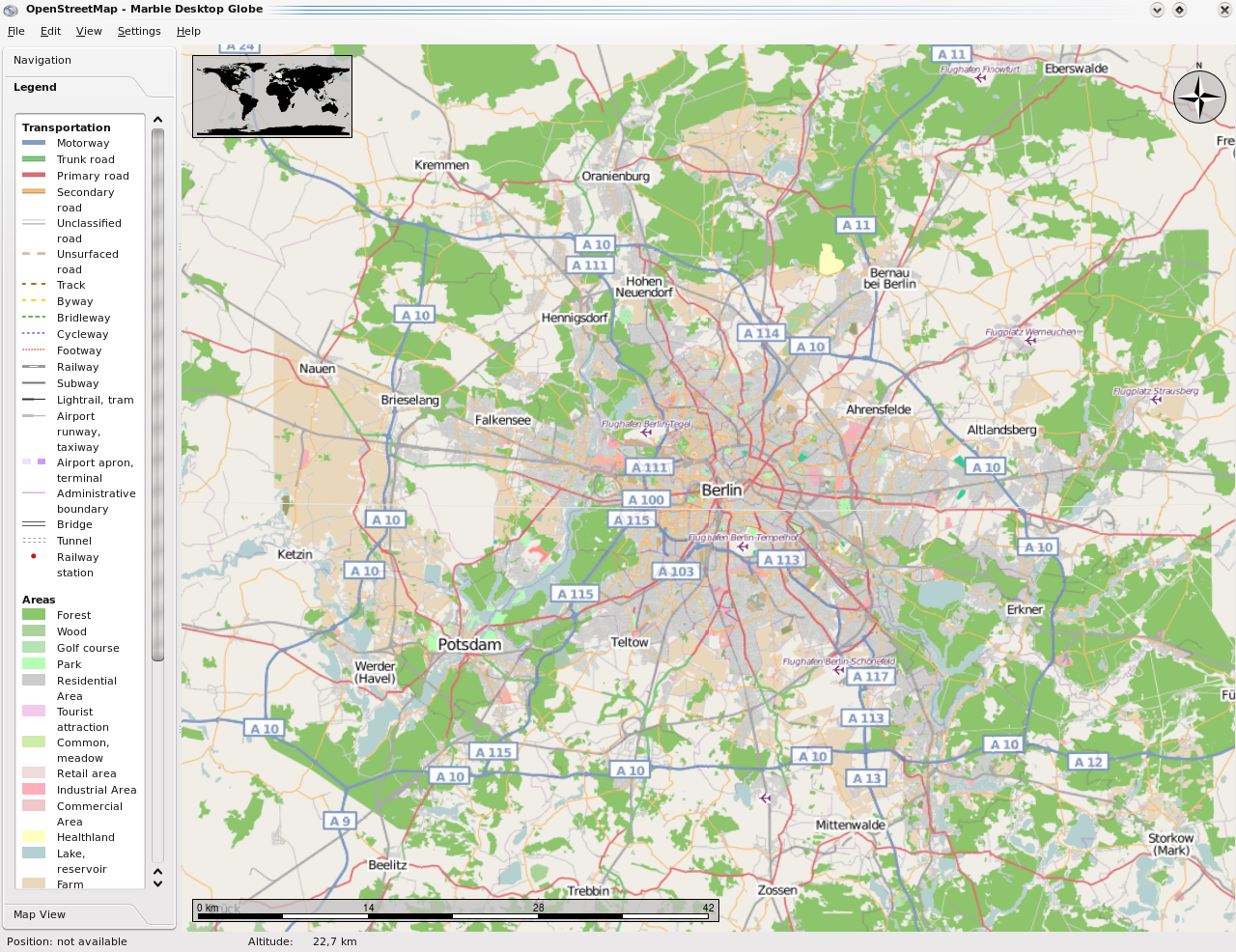
Aplicaciones como Marble utilizan cartografía del proyecto OpenStreetMap.

### Cálculo de rutas y navegación

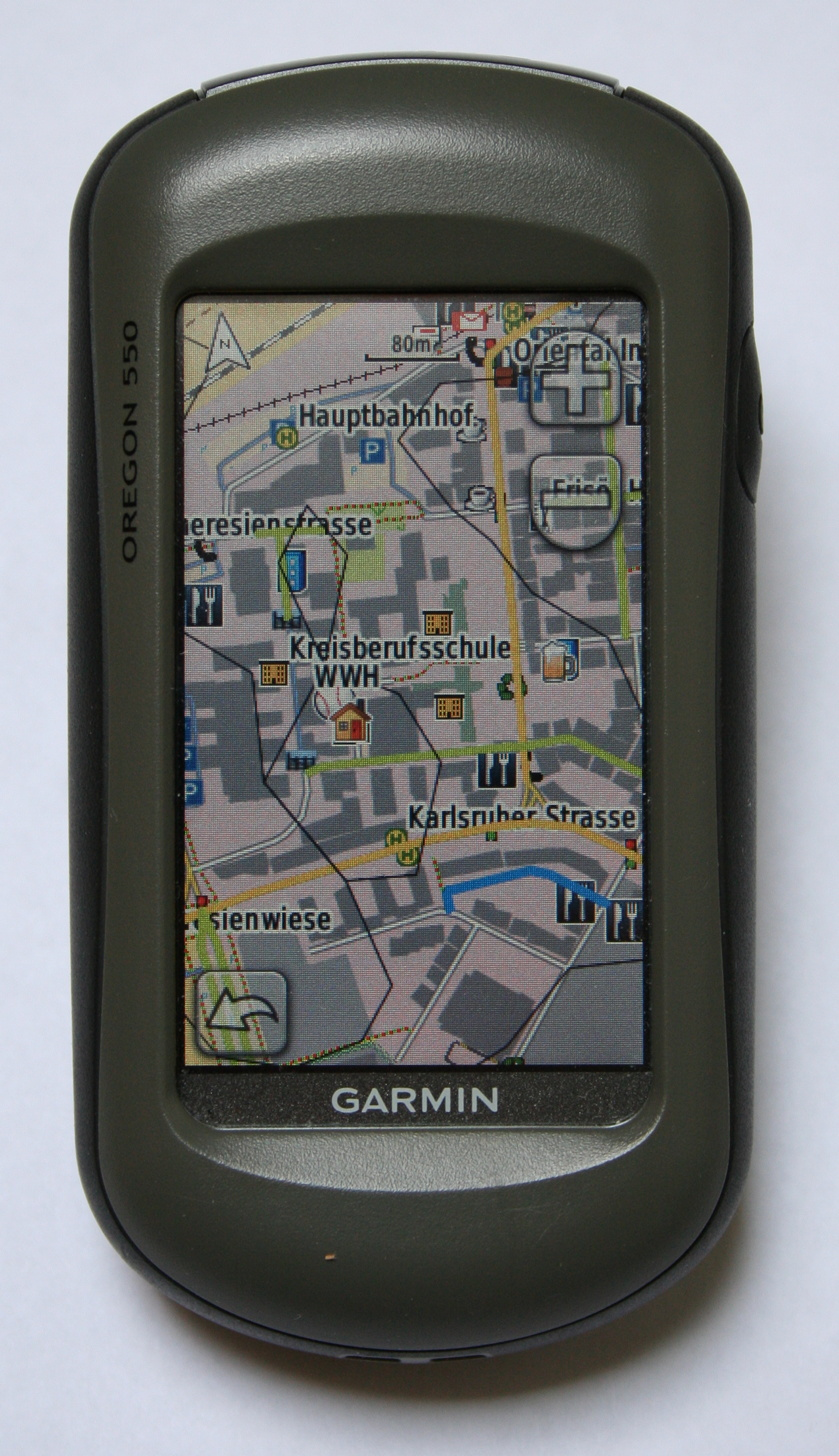
GPS Garmin Oregon con cartografía de OpenStreetMap
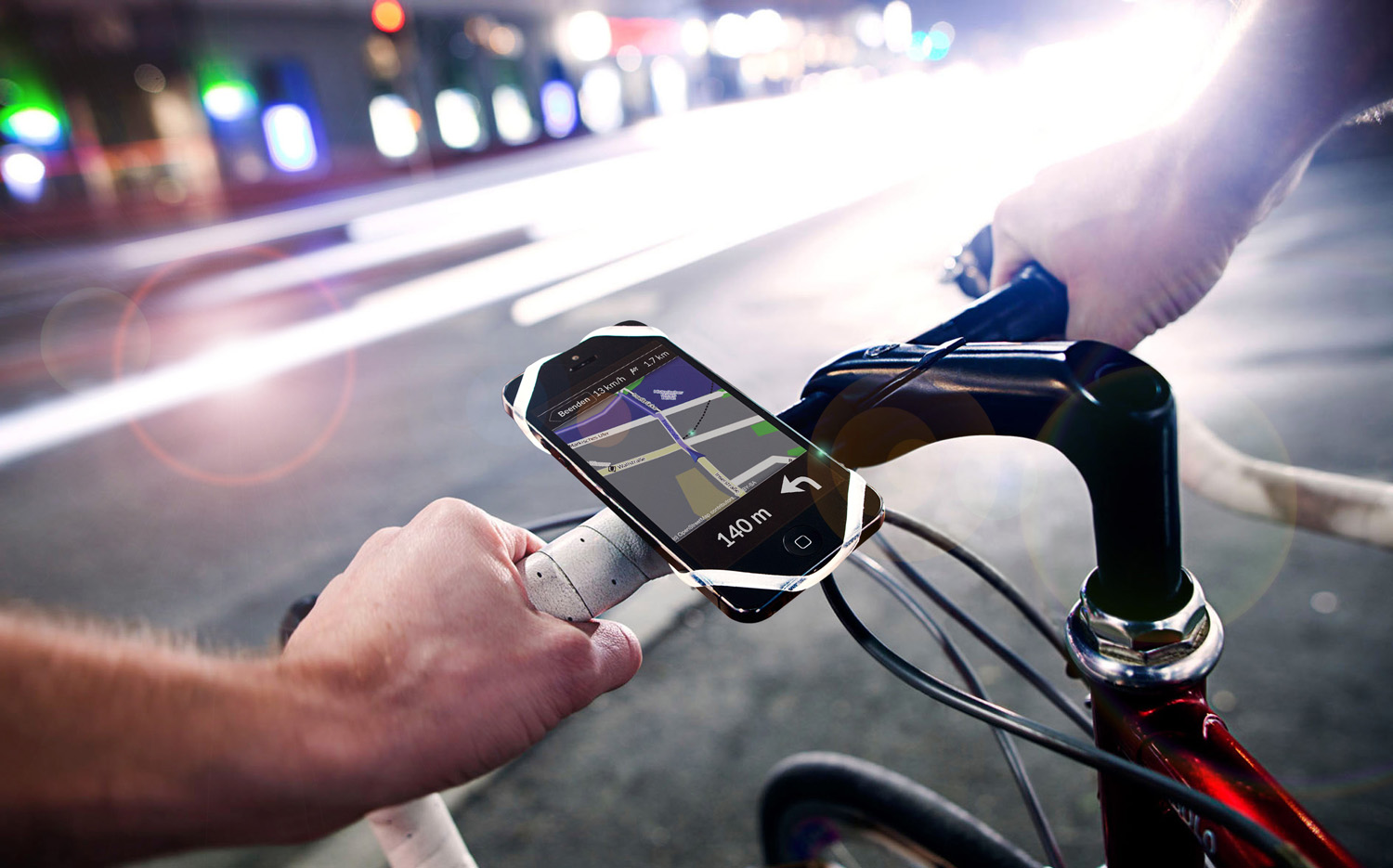
BikeCityGuide, una aplicación de navegación para móvil orientada a ciclistas que utiliza datos de OpenstreetMap.
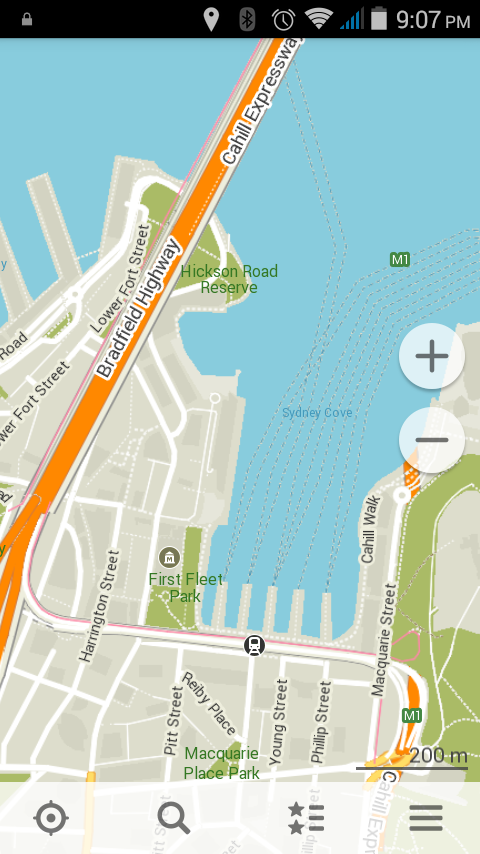
Software libre de navegación para vehículos Maps.me ejecutándose en un teléfono móvil con Android. La fuente principal de cartografía de este proyecto proviene de OpenStreetMap.

### Software cartográfico

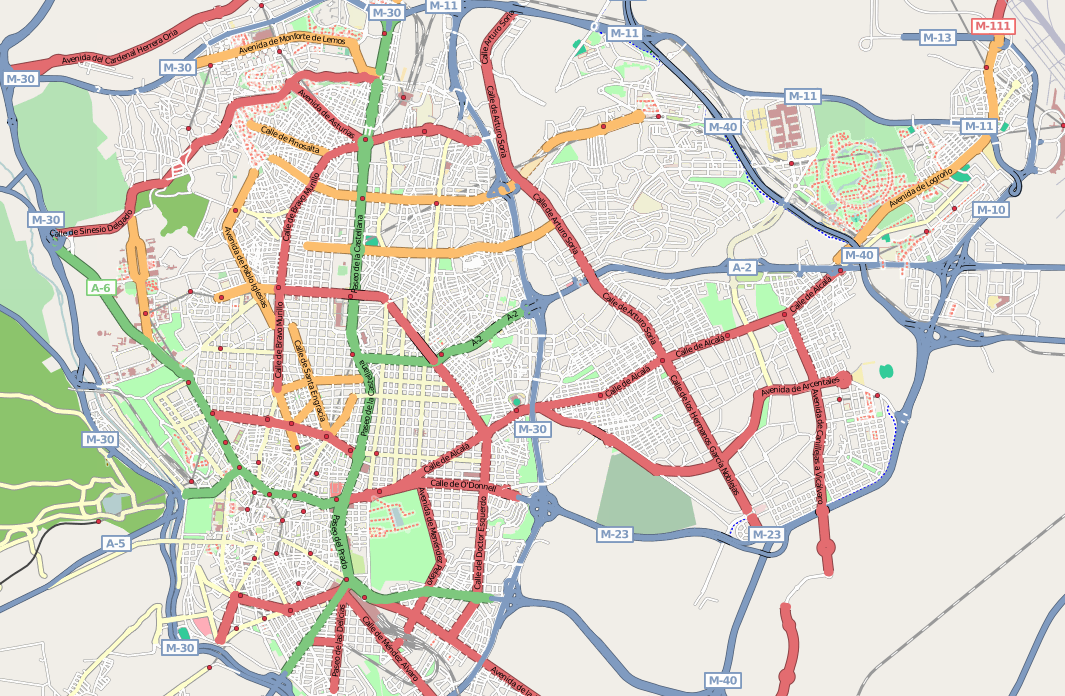
Mapa de Madrid a fecha de 26 de marzo de 2008.
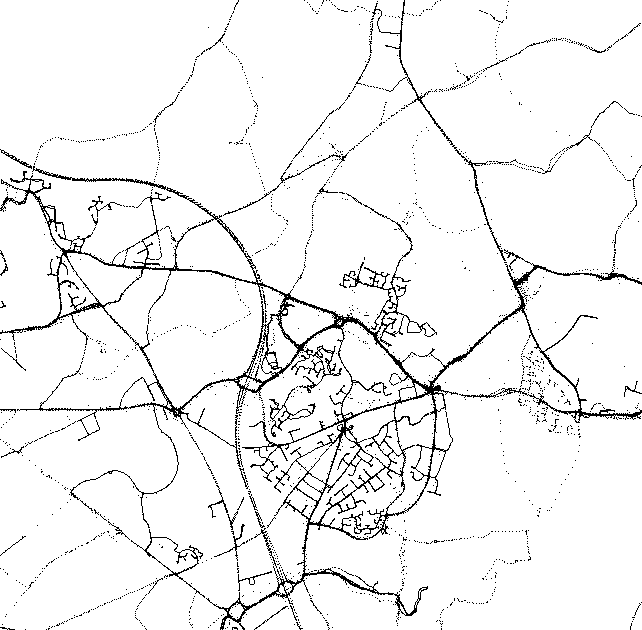
Datos GPS sin tratamiento (registros de ruta) de Hedge End.
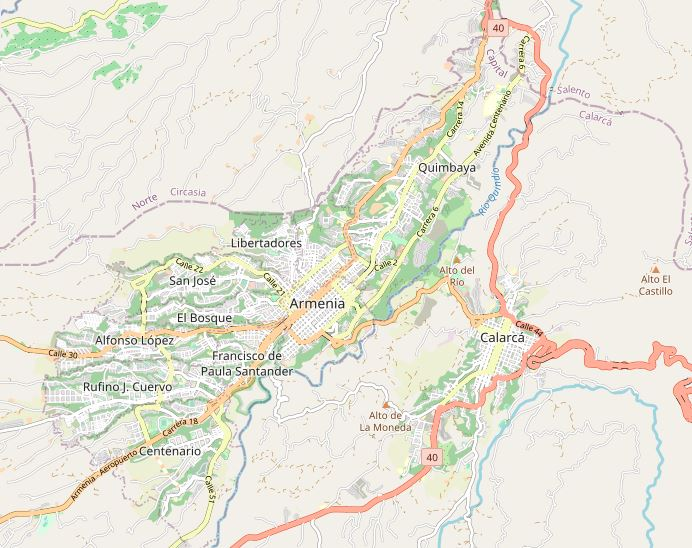
Mapa del Área metropolitana de Armenia en agosto de 2021.
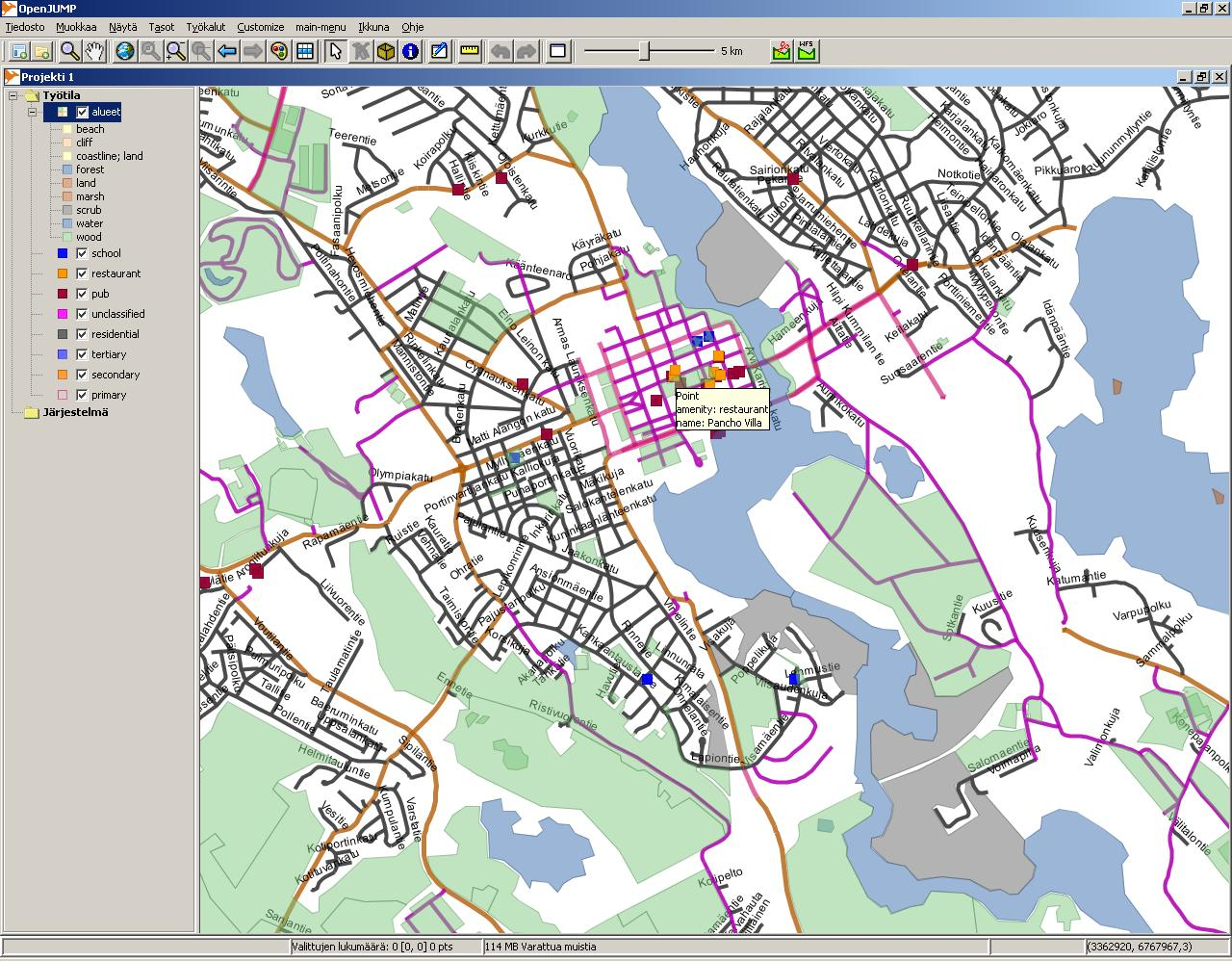
Datos OSM de una base de datos PostGIS y mostrados en capas mediante consultas SQL en el SIG OpenJUMP.
Mapa de Addreley Street, en Ciudad del Cabo.

### Formato de datos

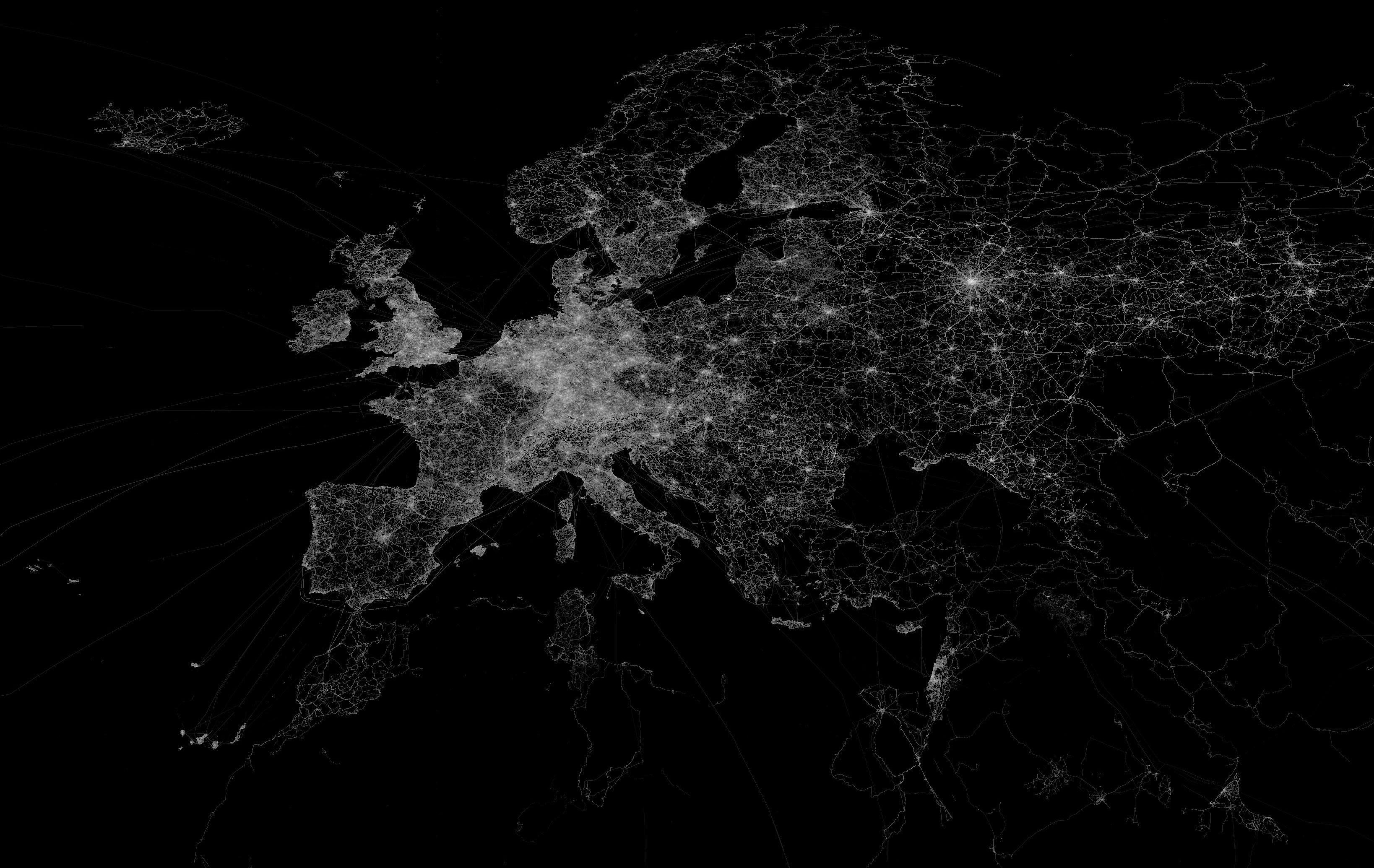
Densidad de trazas GPS recopiladas por el proyecto OpenStreetMap hasta 2012 en Europa y el norte de África.

### Herramientas de edición

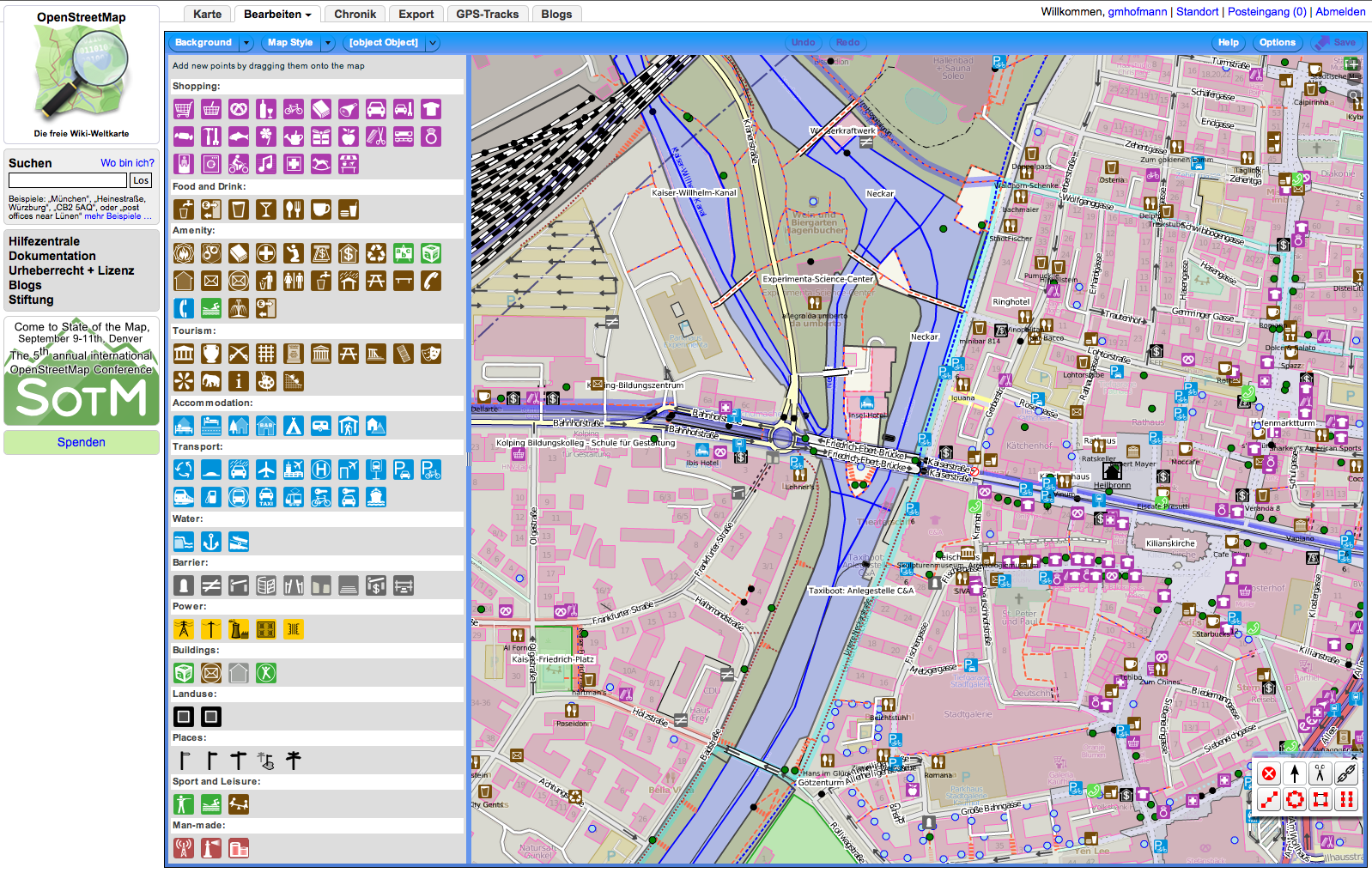
Editor on-line Potlatch.

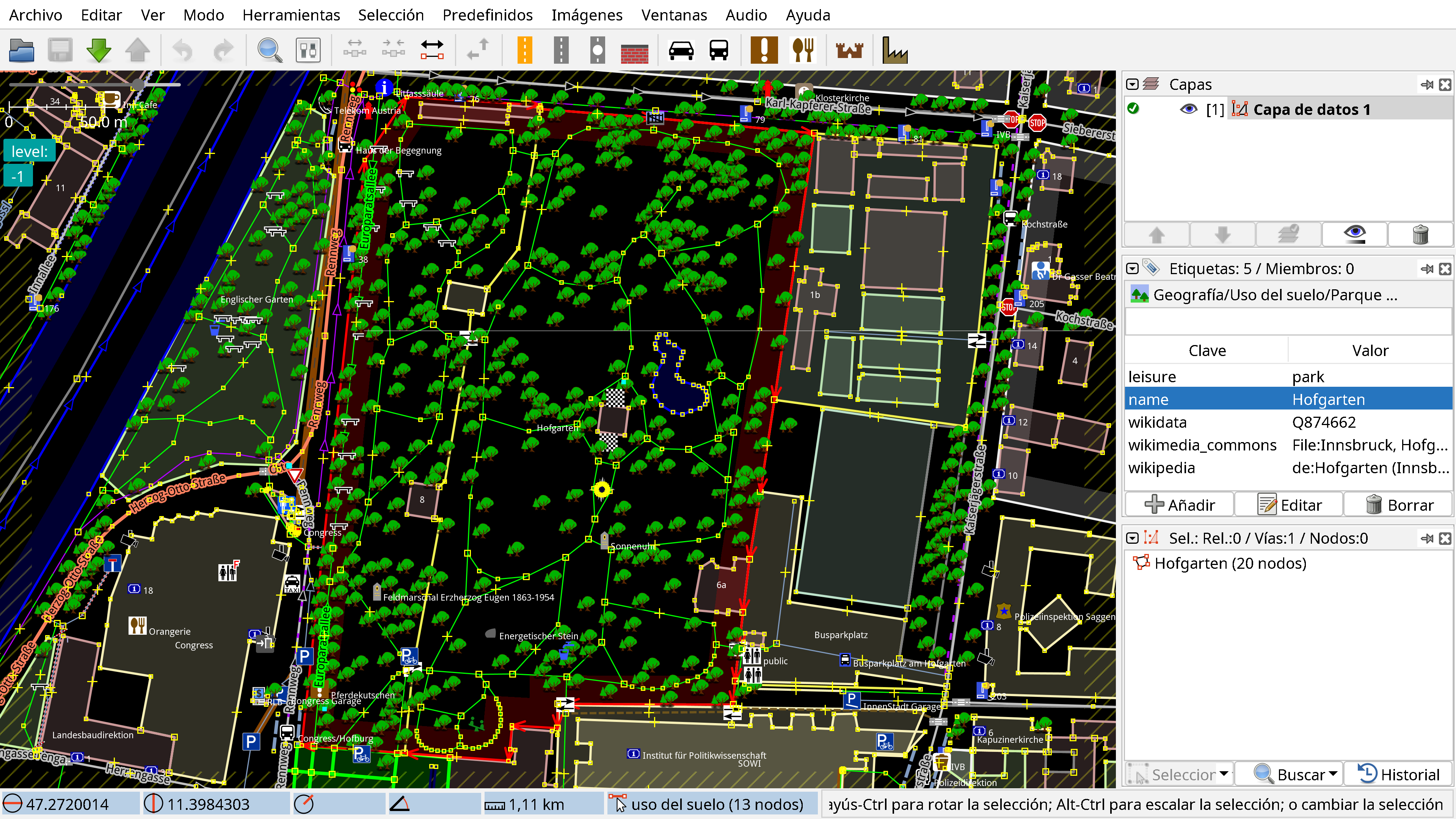
Editor JOSM.

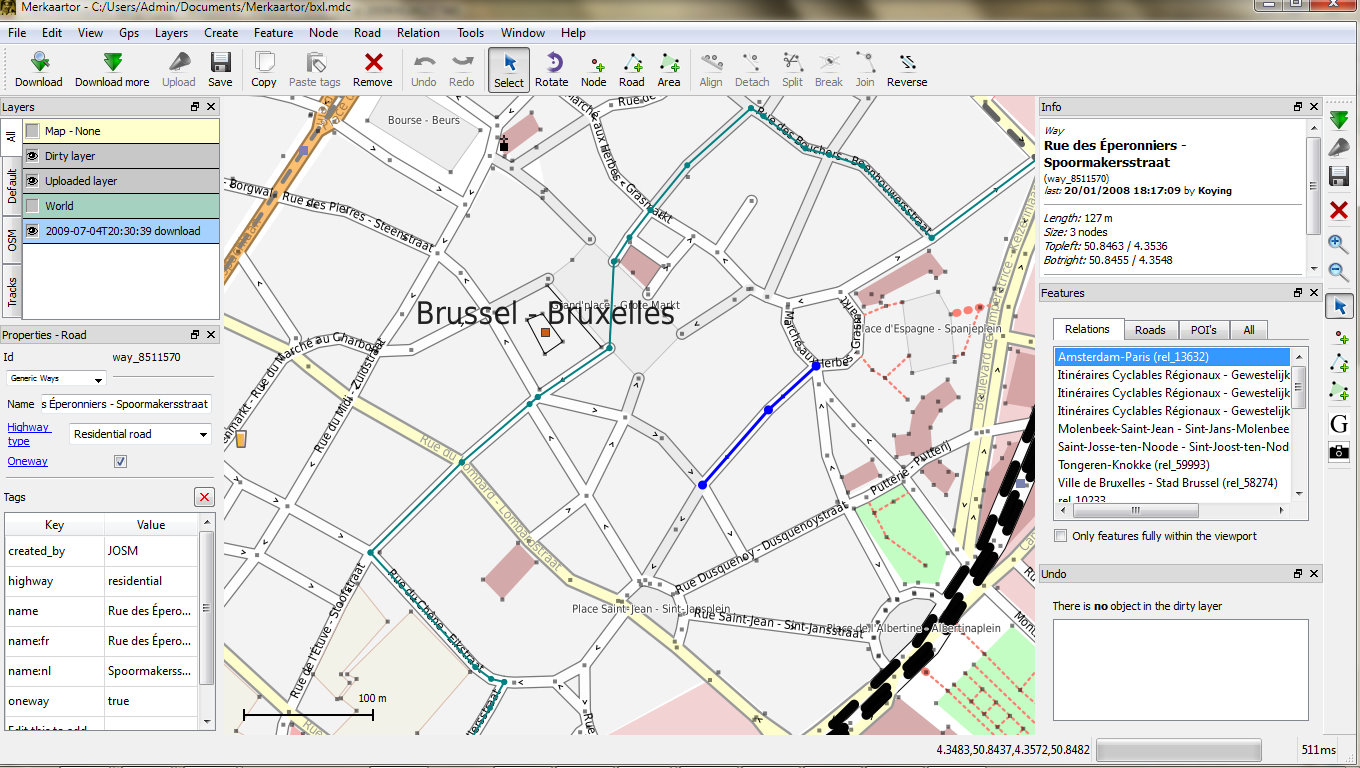
Editor Merkaartor.